# Letty Aronson
Letty Aronson (* 30. November 1943 in New York City als Ellen Konigsberg) ist eine US-amerikanische Filmproduzentin.

## Leben
Aronson studierte am Brooklyn College und an der New York University.
Sie ist die jüngere Schwester von Woody Allen und seit 1994 als Produzentin bzw. ausführende Produzentin an der Mehrzahl seiner Filme beteiligt. Sie stammt aus einer jüdischen Familie; ihre Großeltern kamen aus Russland und Österreich. Ihren bisher größten Erfolg feierte sie 2012 mit dem Film Midnight in Paris, für den sie unter anderem für einen Oscar nominiert wurde.

## Filmografie (Auswahl)
- 1994: Bullets Over Broadway (Co-ausführende Produzentin)
- 1994: Don’t Drink the Water (Fernsehfilm, Co-ausführende Produzentin)
- 1995: Geliebte Aphrodite (Mighty Aphrodite, Co-ausführende Produzentin)
- 1996: Alle sagen: I love you (Everyone Says I Love You), (Co-ausführende Produzentin)
- 1997: Harry außer sich (Deconstructing Harry, Co-ausführende Produzentin)
- 1997: Die unsichtbare Falle (The Spanish Prisoner, Co-ausführende Produzentin)
- 1998: Celebrity – Schön. Reich. Berühmt. (Celebrity, Co-ausführende Produzentin)
- 1998: Into My Heart (ausführende Produzentin)
- 1999: Sweet and Lowdown (Co-ausführende Produzentin)
- 1999: Women Talking Dirty (Co-ausführende Produzentin)
- 1999: Bad Boy – Auf der Bühne des Lebens (Story of a Bad Boy, Co-ausführende Produzentin)
- 1999: Just Looking (Co-ausführende Produzentin)
- 2000: Schmalspurganoven (Small Time Crooks, Co-ausführende Produzentin)
- 2001: Im Bann des Jade Skorpions (The Curse of the Jade Scorpion)
- 2002: Hollywood Ending
- 2003: Anything Else
- 2004: Melinda und Melinda (Melinda and Melinda)
- 2005: Match Point
- 2006: Scoop – Der Knüller (Scoop)
- 2007: Cassandras Traum (Cassandra's Dream)
- 2008: Vicky Cristina Barcelona
- 2009: Whatever Works – Liebe sich wer kann (Whatever Works)
- 2010: Ich sehe den Mann deiner Träume (You Will Meet a Tall Dark Stranger)
- 2011: Midnight in Paris
- 2012: To Rome with Love
- 2013: Blue Jasmine
- 2014: Magic in the Moonlight
- 2015: Irrational Man
- 2016: Café Society
- 2017: Wonder Wheel
- 2019: A Rainy Day in New York
- 2020: Rifkin’s Festival
- 2023: Coup de chance

## Auszeichnungen
- 2012: Australian Film Institute Award: Nominierung in der Kategorie Bester Film für Midnight in Paris
- 2012: AFI Award: Auszeichnung in der Kategorie Film des Jahres für Midnight in Paris
- 2012: Oscar: Nominierung in der Kategorie Bester Film für Midnight in Paris